# ステアーAUG
ステアーAUG (ドイツ語: Steyr AUG) は、オーストリアのシュタイヤー・マンリヒャー (Steyr Mannlicher) 社がオーストリア軍向けに開発したアサルトライフルである。AUGはアルメー・ウニヴァザール・ゲヴェーア（Armee Universal Gewehr、軍用汎用小銃の意）の頭文字に由来する市販名。「ステアー」の表記の問題についてはこちらを参照。
シュタイアー・ダイムラー・プフ社のStG58の後継として、1977年にオーストリア連邦軍歩兵用小銃にStG 77 (Sturmgewehr 77) の制式名で採用される。
SF的な外観を持つこの銃は、それまでの軍用銃と異なるいくつかの革新的試みがなされていた。

## 特徴

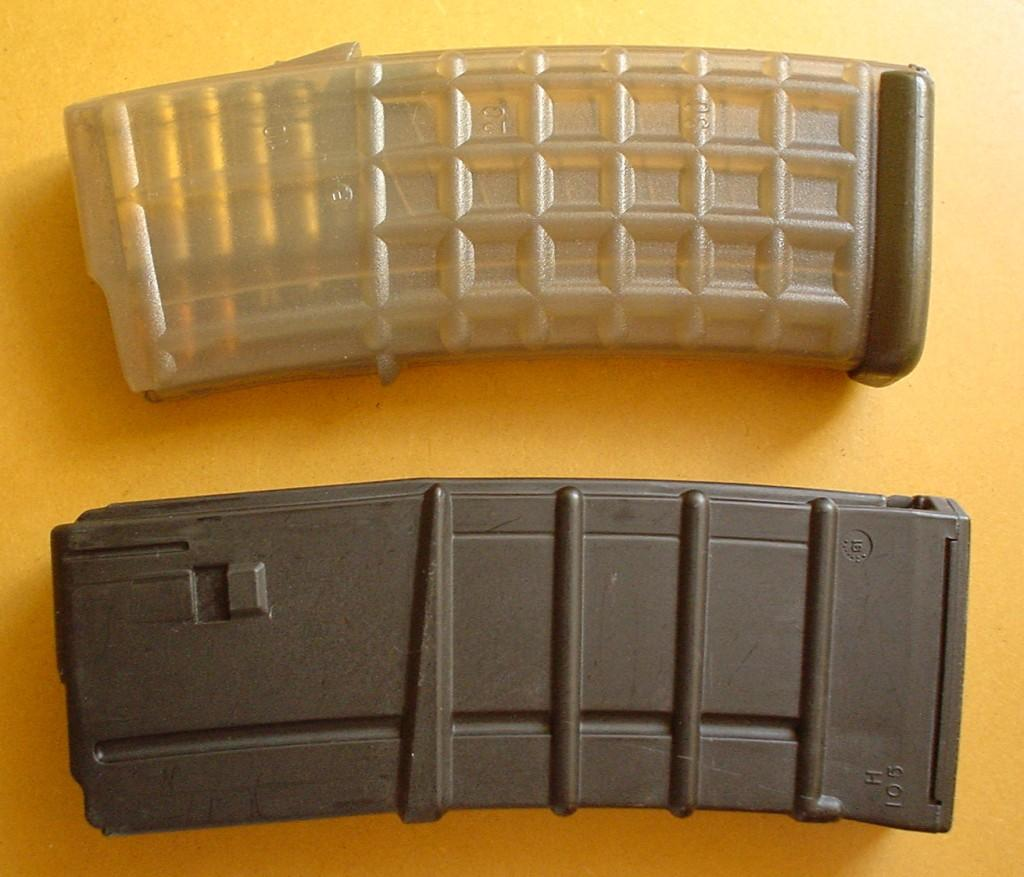
AUG（上）とC7（下）のプラスチック製マガジン

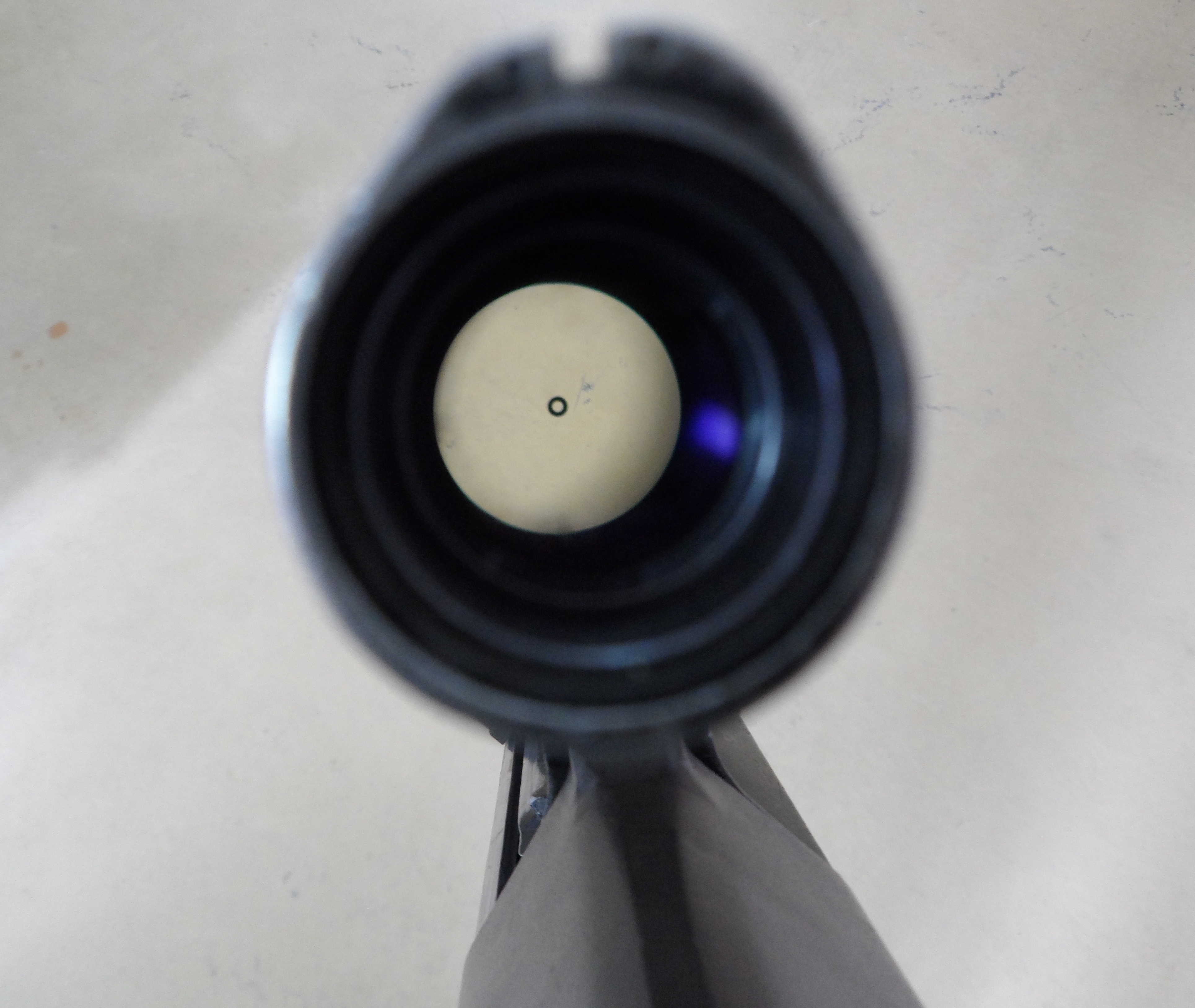
AUGのスコープ。スコープ上部にはアイアンサイトが付属する。

AUGは、トリガーより後方に機関部を配置するブルパップ方式を採用している。ブルパップ方式は、銃身長を短くすることなく全長を短くすることが可能で、弾丸の威力や命中精度を維持しつつ取り回しの良さを改善できるメリットがある。また、薬室をグリップより後方に配置したことで反動を効果的に抑え込むことができ、集弾性が向上する利点を持っている。
作動方式はショートストロークピストン式を採用しており、小型のガスピストンは銃身の右側に配置されている。ガスバルブは通常位置、ガス圧増加位置、ガス遮断位置の三段階で切り替えることができる。
ストックとグリップが一体となっているボディは強化プラスチックにより形成されている。それまで部分的にしか使用されなかったプラスチック部品を、撃鉄（ハンマー）や逆鉤（シア）を含めた機関部の部品にいたるまで大幅に取り入れており、軽量化も意識されている。一方で、全体の重量は3,600 gとそこまで軽量化に成功しているわけでもない。同時代に設計や運用された、小口径高速弾を使用し、ブルパップ構造でないM16やAK-74と比べてもむしろ重いぐらいである。しかしその分強度は高く、実験では10 tトラックに繰り返し轢かれた後も発射可能であったという記録がある。専用のマガジンにもプラスチックが採用されており、残弾数が確認できるよう半透明となっている。
ハンドガードはなく、ガスシステムブロックの下側にフォアグリップが取り付けられており、前方に折り畳むことが可能となっている。スコープ取り付け部の左側面にはコッキングハンドルがあり、引いて上方へひねるとボルト後退位置で固定することができ、閉鎖不良を起こしたボルトを手動で押し込むためのフォワードアシスト機能も持つ。
トリガー上部のクロスボルト式のボタンはセーフティであり、銃の左側面に突出させると射撃位置（赤色のドットが表示される）、右側面に突出させれば安全位置（白色のドットが表示される）である。トリガーの引き加減（浅く引くことでセミオート、深く引くことでフルオート）で発射モードを切り替えることができる、プログレッシブトリガーを装備している。オートマティック・ロックアウト（ALO）機構を持つモデルもあり、引金の根元の突起を押し込むとフルオート、解除して突起を露出させた状態ではセミオートとなる。ALO機構はアイルランド軍、オーストラリア軍（F88）の使用モデルで採用されている。
AUGの最大の特徴として、銃全体が7個ほどのモジュール・パーツで構成されており、銃身（ガスシステムブロックとフォアグリップ含む）もワンタッチで脱着することができる。モジュール・パーツを交換することにより、要求される様々な用途に応じた火器となり、兵士教育の短縮化・簡略化を可能としている。例えば、銃身をピストル弾用に、ボルト機構をブローバック用に交換すれば短機関銃に、621 mmの重銃身にバイポッド (二脚)、42発マガジンを取り付ければ軽機関銃相当の銃 (分隊支援火器) になる。このような運用の仕方はシステム・ウェポンと呼ばれ、AUGは実用化・普及に成功したシステム・ウェポンの先駆けのひとつといえる。
アイアンサイトの照門と照星の間隔が短くなる欠点を解消するために、銃自体の携行ハンドルを兼ねる1.5倍率オプティカルスコープを標準装備することで照準精度を確保している。このスコープはスワロフスキーグループの光学機器メーカーが製造・供給している。スコープの視野は中央に小さな丸が描かれているシンプルなもので、この丸を射程300メートルにおいて高さ1.8メートルの標的に重ねれば、正照準となるように設定されている。スコープの上にはスコープが破損ないし汚れた時に使うための非常用アイアンサイトが用意されている。
左に構えた際に空薬莢が顔面に当たる欠点については、右方向へ排莢するボルトを左方向へ排莢するボルトに交換し排莢口のカバーを付け替えることで薬莢の排出方向を左に変更することで対処できる。ただし戦闘中の状況によっては (負傷など)、右撃ちと左撃ちの切り替え (スイッチ) を状況によって素早く行うことが求められるため、(すなわち利き手は引き金を引くだけに用いるため、必ずしも利き手で銃把を握る必要はない) いかに容易に排出方向を変えられるといっても瞬間的な操作には対応できないという問題は残っている。

## バリエーション

AUG A2

AUG A3-CQC

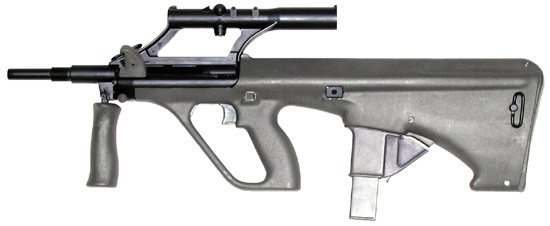
AUG 9mm

ステアーAUG F1
最初期のモデル。
ステアーAUG A1
最初期のモデルF1に少し変更がされたもの。携行ハンドルも兼ねる1.5倍率オプティカルスコープを標準装備している。使用弾薬は5.56x45mm NATO弾 (SS109)。
ステアーAUG A2
オプティカルスコープを脱着可能にし、ピカティニー・レールを使用可能にしたモデル。スコープの形状やチャージングハンドルの形状が変更された
ステアーAUG A3
オーストラリア軍とニュージーランド軍からの要請で、NATO基準の光学システム（暗視装置など）を搭載できるようモジュールマウントを装着したA2の発展型。6.8×43mm SPCの使用テストが行われていたが、その後中止された。その後ボルト・ストップ機能を追加したモデルが主流となった。
ステアーAUG A3 M1
シュタイヤーアームズが製造するA3のセミオートモデル。
ステアーAUG A3 SF (またはAUG A2コマンドー)
オーストリア軍の特殊部隊向けに開発されたモデル。オプティカルスコープにピカティニー・レールを搭載し、銃身長も16インチに変更されている。

ステアーAUG P
警察向けの短銃身カービンモデル。フルオート機能が廃されている。
ステアーAUG Pスペシャルレシーバー
P型に光学機器搭載用のマウントを装備したモデル。

ステアーAUG 9mm (またはAUG SMG、AUGパラ)
9mm弾を使用する短機関銃モデル。
ステアーAUG M203
銃身の下にM203 グレネードランチャーを取り付けたモデル。
ステアーAUG LSW
ステアーAUGのLSW（Light Support Weapon、軽支援火器）モデル。
ステアーAUG HBAR
重銃身を装備したHBAR (Heavy-Barreled Automatic Rifle、重銃身自動ライフル) モデル。多くの軽機関銃と違いクローズボルト方式。
ステアーAUG HBAR-T
HBARをもとにして作られた狙撃銃モデル。

ステアーAUG LMG
HBARをもとにつくられたLMG (Light machine gun、軽機関銃) モデル。オープンボルト方式。4倍率のオプティカルスコープがつけられている。
ステアーAUG LMG-T
Pスペシャルレシーバー同様のマウントが装着されたLMG。

ステアーAUG Z
オートマチック（連射）機構を取り除いたA2。民間用モデル。
ステアーUSR
米国財務省アルコール・タバコ・火器・爆発物取締局 (BATFE) による規制に対応したA2。

### F88

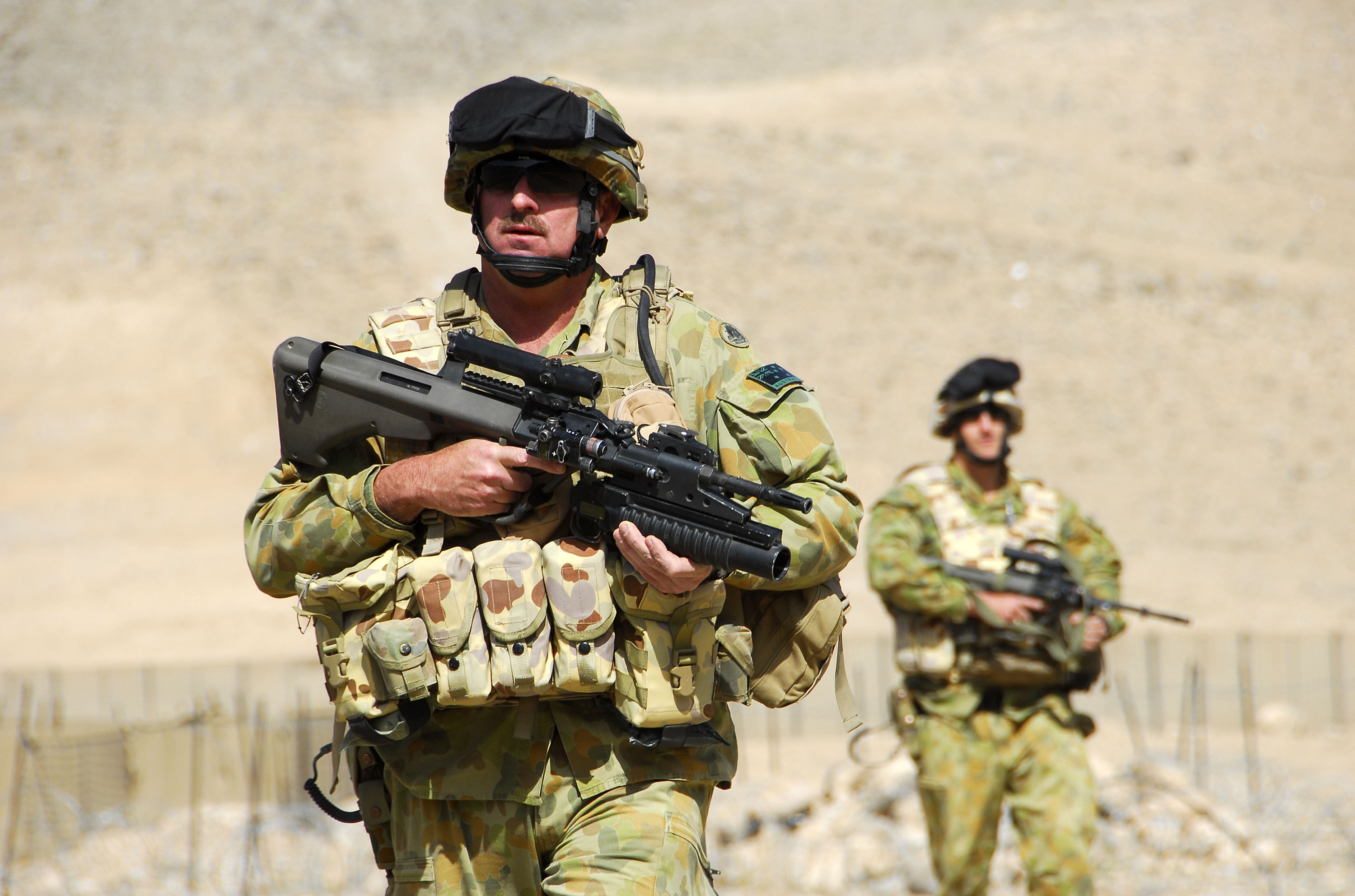
M203グレネードランチャーを装備したF88オーステイアを持つオーストラリア兵

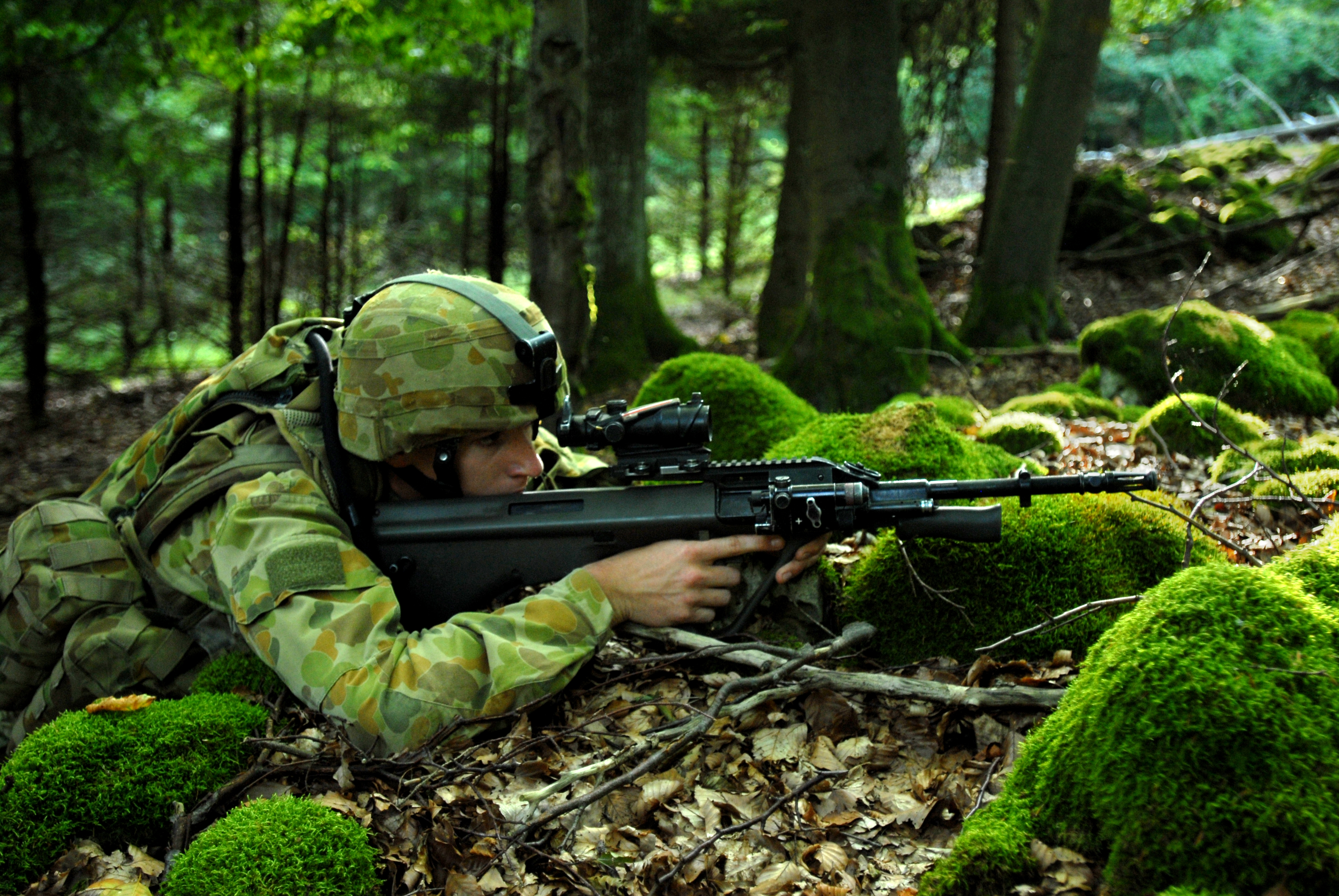
F88SA1を持つオーストラリア兵

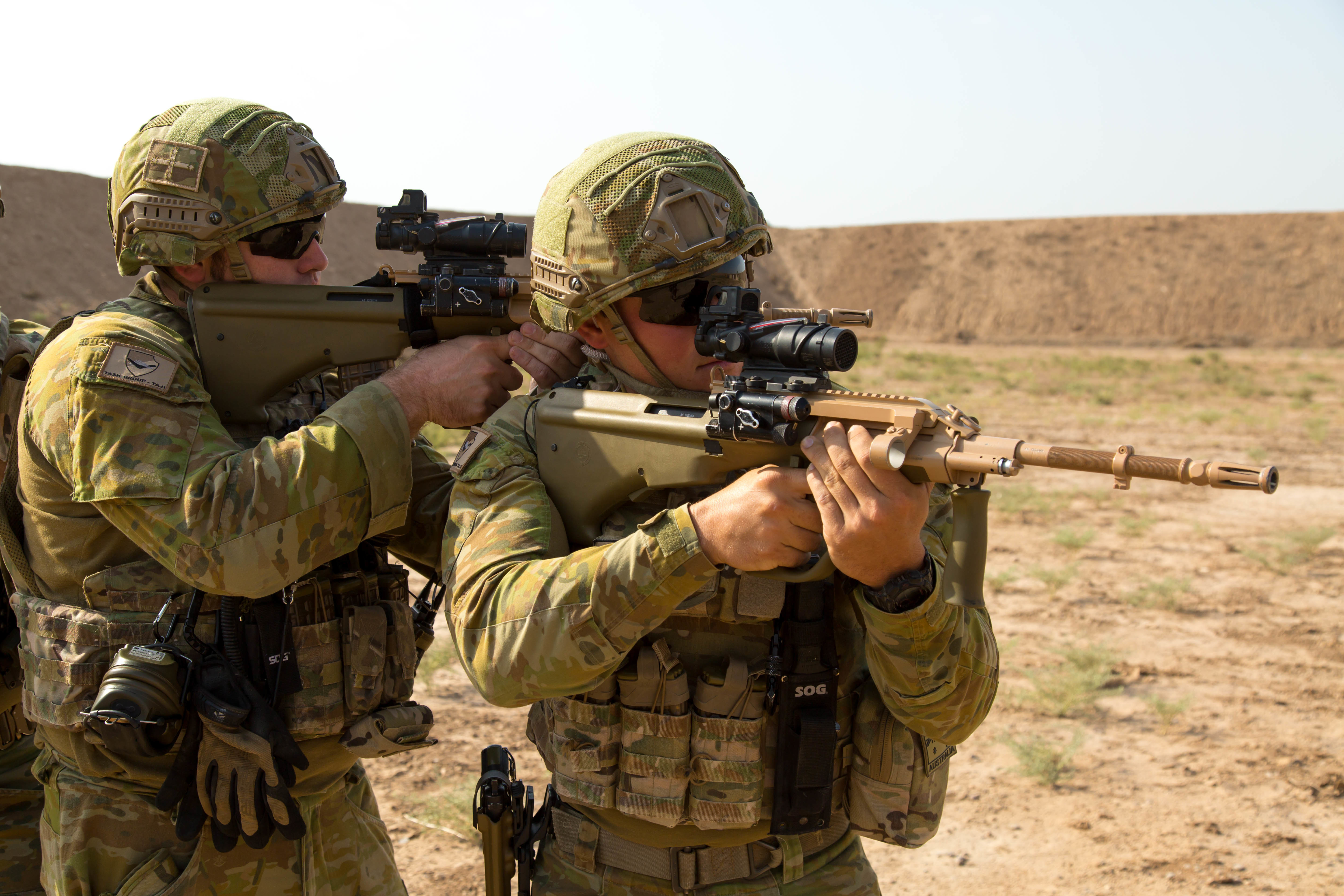
F88SA2を持つオーストラリア兵

オーストラリア国防軍(ADF)はF88 Austeyrと名付けられた改良型Steyr AUGを採用した。1980年代後半から、F88はオーストラリア陸軍のL1A1 SLRとM16A1に代わるADFの標準個人用武器となった。2010年代半ばからは、F88に代わって強化型F88（EF88）Austeyrが採用された。
1985年、オーストラリア国防軍はF88オーステイアを67,000丁発注した。このF88オーステイアは、オーストラリア国防産業（現タレス・オーストラリア）のリスゴー小型武器工場で、シュタイア・マンリヒャー社（Steyr Mannlicher AG）からライセンスを受けて製造された。

#### F88
オーストラリアでライセンス生産されたモデル。銃剣の装着が可能。F88 Austeyrは、オーストラリア軍の標準的な個人携行兵器である。これは、Steyr Mannlicher AGからのライセンスに基づき、現在Thales Australia社が所有しているThales Lithgow Small ArmsFactoryで製造されている。オーストラリアとニュージーランドの軍隊に制式採用および供給され、十字線のドーナツサイトが組み込まれている。また、原型となったSteyr AUGは30か国以上で使用されている。オリジナルのSteyr AUGとF88 Austeyrの間には変更と違いがある。変更には、銃剣ラグ、M16A2アサルトライフルに見られる1：7のライフルピッチ（より重い62グレインNATO標準SS109 / M855弾薬用に最適化されたもの）、および標準のSteyr AUGにある2ステージトリガーメカニズムのフルオート位置まで引金を引くことを物理的に無効にできる「自動ロックアウト（ALO）」トリガーが含まれる。後にブッシュマスターM17Sとなるプロトタイプとの競争に勝ち制式採用された。オーストラリア国防軍士官候補生もこの銃器を訓練や訓練に使用している。
オーストラリア軍では、2015年より改良型のEF88 (Enhanced F88) /F90への更新を開始している。ニュージランド軍では、Lewis Machine and Tool Company（LMT社）のMARS-Lへの変更が2015年に公表され2017年より調達が開始されている。

#### F88C
F88C Austeyrは、F88 Austeyrの騎兵銃の派生型であり、短い407 mmの銃身を備えている。これは通常、装甲車両など、機動性が問題となる個人用の防御兵器として使用される。

#### F88SA1
F88SA1 Austeyrは、F88 Austeyrの派生型であり、標準の照準器の代わりにピカティニーレールが統合されており、他のさまざまな照準装置（暗視装置、ELCAN C79、Trijicon ACOGまたはAimpointなどの拡大および非拡大光学系）を取り付けることができる。

#### F88SA1C
F88SA1C Austeyrは、ピカティニーレールを備えたF88 Austeyrの騎兵銃の派生型である。ライフルの銃身は407 mmである。 通常、騎兵、憲兵、偵察、軽騎兵、空挺部隊、飛行場防衛警備隊（RAAF）など、部屋と重量に制約のある最前線の戦闘歩兵ユニットに支給されている。

#### F88 GLA
F88 GLA Austeyrは、M203擲弾発射器を備えたオーストラリア陸軍向けのバリエーションである。インターバー（甲冑師が取り付けられている）インターフェース、RM機器M203PI擲弾発射器、およびファイアポイントの赤いドットサイトが取り付けられているナイツアーマメントの象限照準器アセンブリを備えている。このモデルには、バヨネットラグと前方垂直グリップは装備されていない。

#### F88T
F88Tは、オーストラリア陸軍、オーストラリア陸軍士官候補生、オーストラリア空軍士官候補生、オーストラリア海軍士官候補生が使用する、ADIによって開発された.22LRカートリッジに収容された訓練用ライフルである。この小銃は、弾薬コストが非常に低く、「オーバーシュート」が問題となる環境に敏感なトレーニングエリアや範囲で使用でき、インストラクターや他の人を傷つけるリスクが低い、経済的なトレーニングの選択肢を提供している。

#### F88SA2
F88SA2 Austeyrは、運用能力のギャップを埋めるために従前の小銃を進化的にアップグレードしたものである。2009年後半には、海外活動（アフガニスタン）用に選択された部隊への数千台の配送が完了した。F88S-A2の技術的改善には、次のものが含まれる。信頼性を高め、アメリカの弾薬との相互運用性を高めるためのガスシステムの変更。拡大された排莢口。小銃上の長いピカティニーレール、改良された照準器、照明・夜間照準装置（NAD）用のサイドレールマウント、等である。バレル、照準器、バレルのアセンブリの色は、戦場での被視認性を減らすためにカーキ色に変更された。

### F90

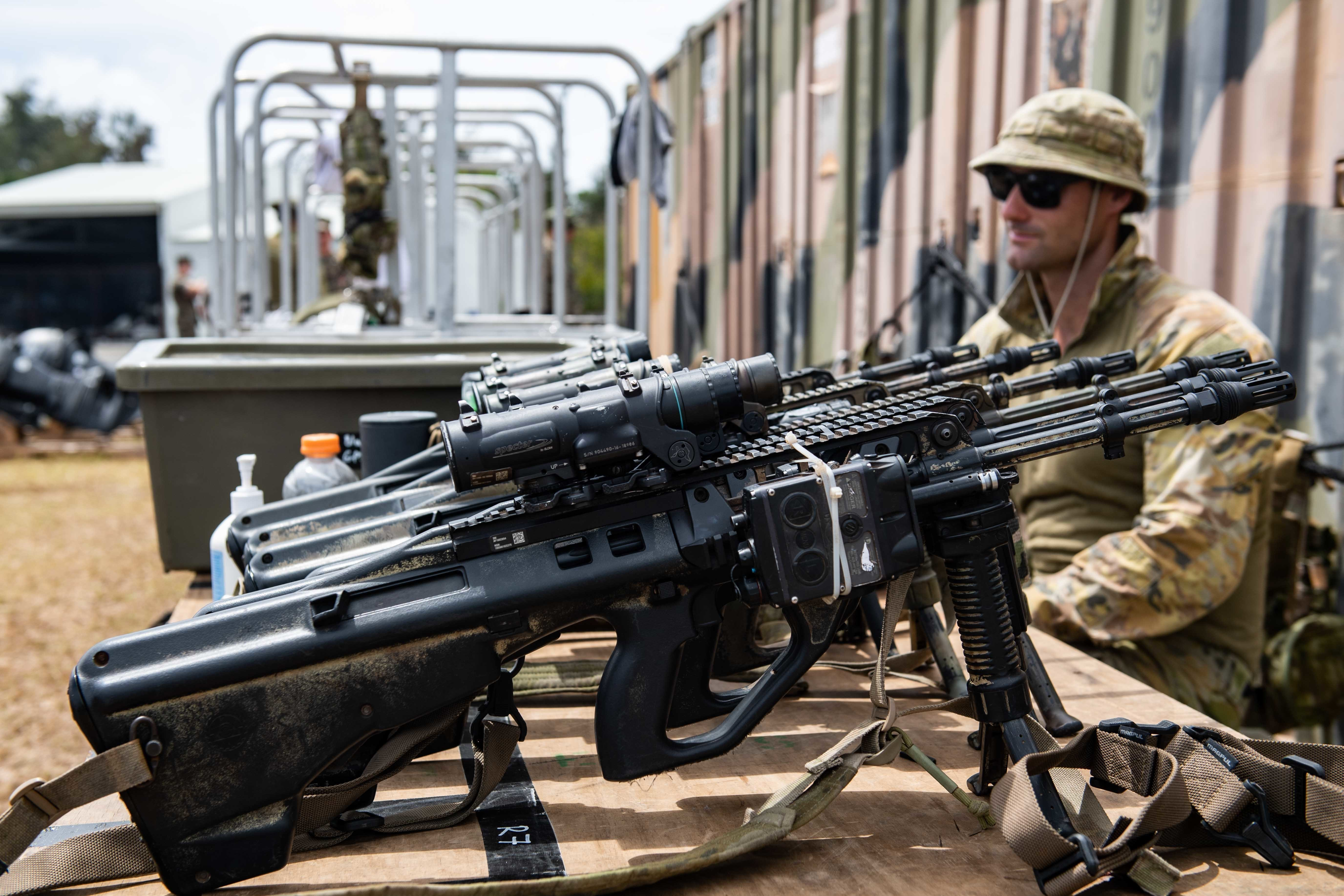
EF88/F90 Austeyr

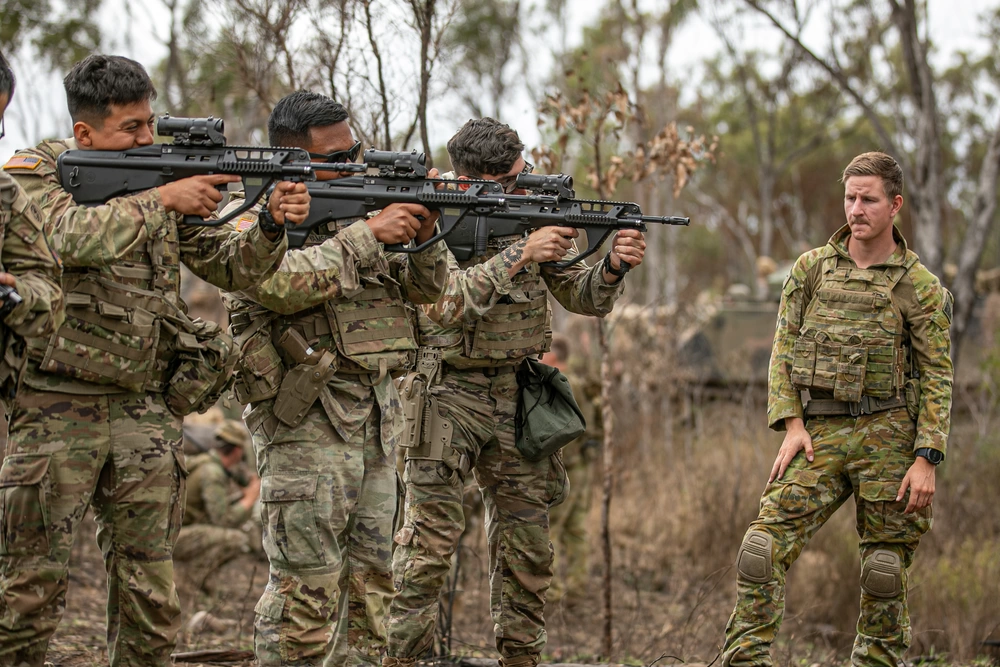
EF88Cを持つアメリカ兵

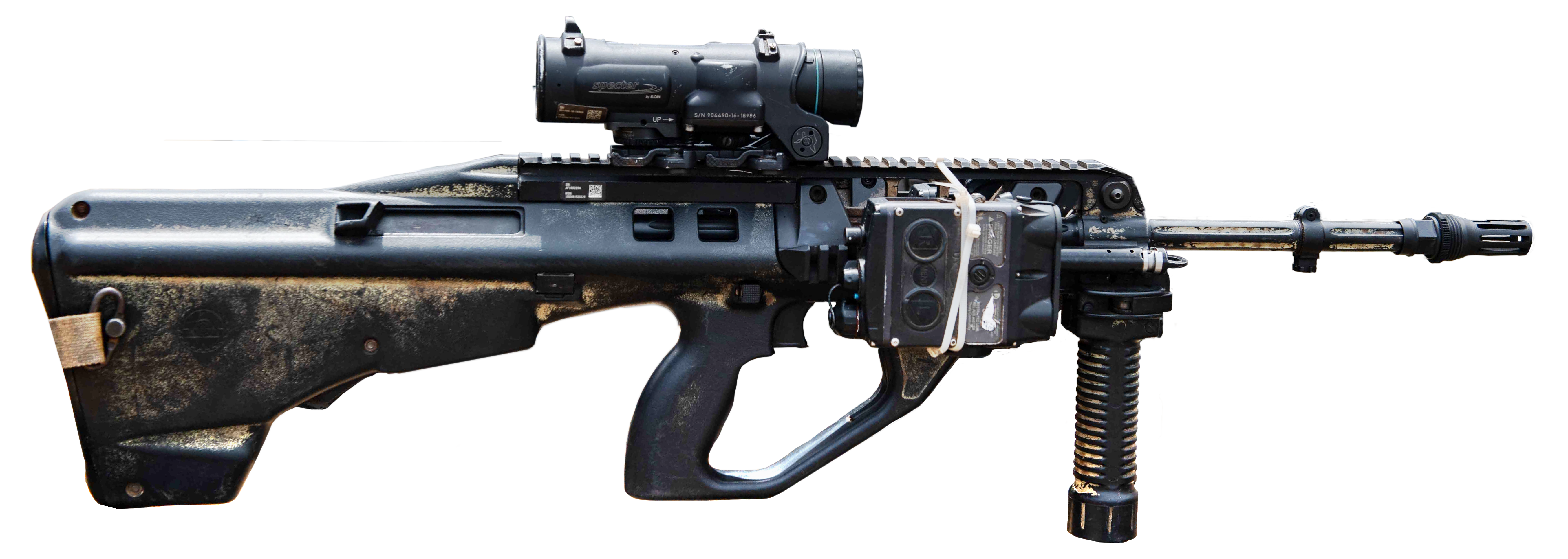
EF88小銃

Lithgow F90 は、2015年にオーストラリア国防軍によって正式に採用され、その後、Enhanced F88（EF88）Austeyrとして指定された。その名目上の発射速度は毎分740発である。EF88は、LAND 125兵士戦闘システムプロジェクトの一部であり、F88SA2の重要なアップグレードである。これは、オーストラリア国防軍の現在および近い将来の要件を満たすために、現在Thales Australiaが所有しているLithgow Small Arms Factoryのオーストラリア国防産業工場で開発および製造された。2012年半ばに最初に公開され、最初の生産は2013年に予定されていたが、最終的な設計とテストはその年の後半に終了した。内部的にも外部的にも、EF88はSteyr AUGと似ているが、多くの特徴的なアップグレードと変更が加えられている。アップグレードには次のものが含まれる。
1. プルの長さが15 mm短縮された（ストックバックプレートとグリップの間の距離。長すぎると、狭い場所での取り扱いが困難になる）。
2. 長いトップレールと、サイドレールとボトムレールを備えたモジュラーロワーエンド。
3. 精度を高める片持ち式のフローティングバレル。
4. 連射時の熱を放散する溝付きバレル。
5. 折りたたみ式の装填ハンドル。
6. 銃床デザインを改善し、強度を高めると共に、排出口カバーを凹ませ信頼性を向上させた。
7. 簡単に分解できるようにボルトで固定された銃床。
8. 電子制御機器の取り付けが可能。補助デバイスの集中制御と電力管理を容易にする。
9. 主にサイドローディング式の擲弾発射器（Steyr-Mannlicher SL40）を使用しており、現在入手可能なすべての40 mm低速グレネードを発射できる。
10. 武器のバランスを改善する改良されたグレネードランチャーマウント。
11. グレネードランチャーの安全性が向上した、タレス製の新しいKORD RIC（ライフル入力制御）電子制御システムもライフルに統合される予定[13][15][16]。
12. NATO 5.56mm標準弾薬対応[17]
13. Elcan Spectre DR 1-4倍強化照準器[18][19]

2012年6月、タレスはパリで開催されたEurosatory軍事展示会でF90をデビューさせた。主な追加機能には、ボトムレールと取り外し可能なサイドレール、STANAGマガジンとのオプションの互換性（F90MBR）、基本重量が3.25 kgとF88SA2よりも軽量化されている。そして大きなトリガーガードは垂直フォアグリップとして機能するように再形成された。
F90の低率初期生産は2014年9月に開始された。
オーストラリア国防軍では、MCXなどM4の派生型と比較した場合、EF88の適性について議論があった。
タレスはシュタイアー・マンリッヒャーと協力して、フランス軍が使用するFAMASの交換計画などの小型武器調達プログラムを推進していたが、最終的に落選。2017年、ダサン・マニュファクチャリングは、K2小銃の将来の後継として韓国軍に入札するため、F90の製造権を与えられた。ダサン社からはDSR-90として販売されている。  Defexpo 2018コンベンションでは、MKUはインドの契約用にF90を製造するためのインドのライセンス権を持っている。2019年4月、F90CQBバリアントは、5.56mm NATO騎兵銃に関するインド陸軍の要件に関するKalyaniGroupと共同で提出される予定だった。2020年4月の時点で、BharatForgeはF90を製造するThalesのパートナーである。
Lithgow Armsは、360 mm、407 mm、および508 mmの3つの異なる銃身長でF90を提供している。508 mm銃身モデルは全長802 mm、重量3.39 kg。407 mm銃身モデルは全長700 mm、重量3.25 kg。360 mm銃身モデル（F90CQB）は全長653 mm、重量3.15 kg。F90CQBを除くモデルには、SL40アンダーバレルグレネードランチャーを取り付けることもできる。
2021年11月、Defence Technology Review誌は、タレス・オーストラリアがオーストラリア陸軍と共同で、口径6.8mmのブルパップ型次世代個人用兵器を開発していると報じた。

#### F90 ATRAX
F90 ATRAXは、アメリカの民間市場向けに計画されたF90の半自動のみのバリエーションである。Thales Australiaは、ライフルのリリース計画が「倫理的理由」により中止されることを発表した。

### クローン品
現在、既にAUGの特許は失効しており、シュタイアー社の許諾なしにクローン製造することが可能となった。

#### MSAR STG-556
アメリカのMSAR (マイクロテック・スモール・アームズ・リサーチ) 社がAUGのA1モデルをコピーし、小改良 (ボルト・ストップ機能追加など) を施した上でアメリカのニーズに合わせたもの。フルオート射撃が可能な軍・警察用モデルと、セミオート射撃限定の一般民間市場販売向けスポーティー・モデルの二種類が存在する。使用弾薬 (口径) は5.56x45mm NATO弾 (.223レミントン) であり、E3 モデルはM16系のSTANAG マガジンが流用可能となっている。最終モデルであるXM17 E4はSTG-556の次世代発展型として開発された。使用弾薬（口径）は基本の5.56x45mm NATO弾の他に7.62x39mm、5.45x39mm、6.8×43mm SPCがある。2015年MSAR社倒産により製造中止となった。

#### TPD AXR
TPD (タクティカル・デザイン・デベロップメント) USA社がAUGをコピーし、STG-556と同様M16系STANAG マガジンを流用可能にしたものだが、こちらはA2モデルをコピーしたため照準器は付属せず、好みの物を取り付けられる（製造中止）。
使用弾薬（口径）は5.56x45mm、6.8×43mm SPCの二種類であり、それぞれの弾薬に適応する従来のAUG用マガジンもある。

#### 68式歩槍
台湾がAUGを基に開発したモデル。グリップの形状や通常のスコープなしのキャリングハンドルなどAUGとの相違点がある。陸軍の特殊部隊に配備される予定だったが当時はシュタイアー社のライセンスが失効していないなどの理由で中止された。

## 使用国
- アルゼンチン
- オーストリア
- オーストラリア - F88として使用。
- フランス - 対テロ特殊部隊GIGNなどが使用。
- ドイツ - GSG-9が使用。
- ニュージーランド - F88として使用。（MARS-Lに更新）
- パキスタン - パキスタン陸軍特殊部隊Special Services Group（SSG）が使用。
- アイルランド - アイルランド陸軍の制式小銃[32]。2014年から、ピカティニーレールの追加や光学機器の採用などの近代化を実施したAUG Mod 14型に改修している[32]。
- サウジアラビア
- チュニジア
- ウクライナ[33]
- アメリカ合衆国
- イギリス - イギリス陸軍特殊部隊SASが使用。
- マレーシア
- オマーン[34]
- ルクセンブルク
- イタリア - イタリア陸軍のアルピーニ、カラビニエリの特殊介入部隊とトスカーナ（旧陸軍第1空挺大隊）が使用。

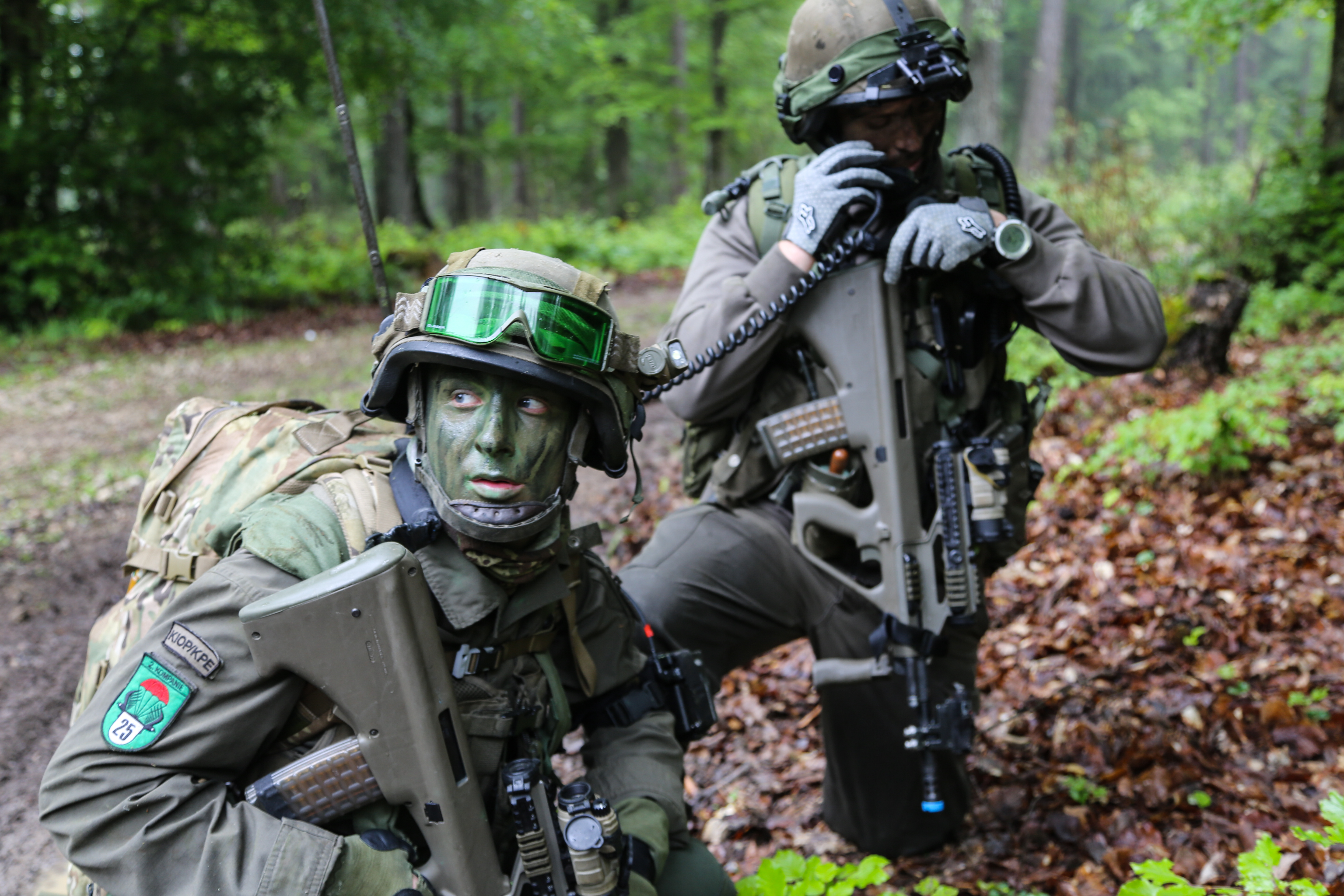
StG 77の半自動モデルを構えて多国籍訓練に参加するオーストリア軍兵士
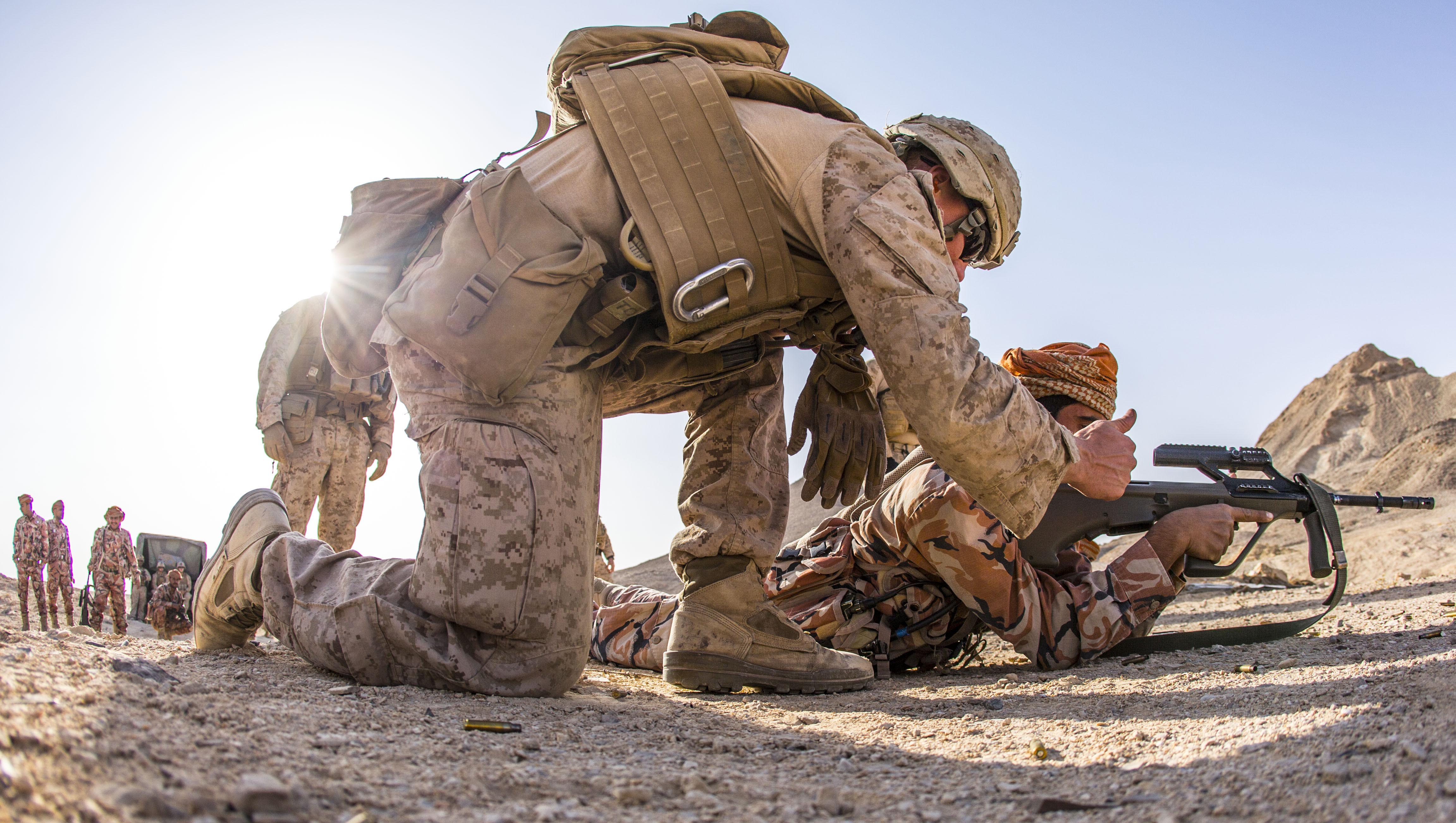
ステアーAUGを構えるオマーン軍兵士。手前は射撃技術の指導に携わるアメリカ海兵隊員。
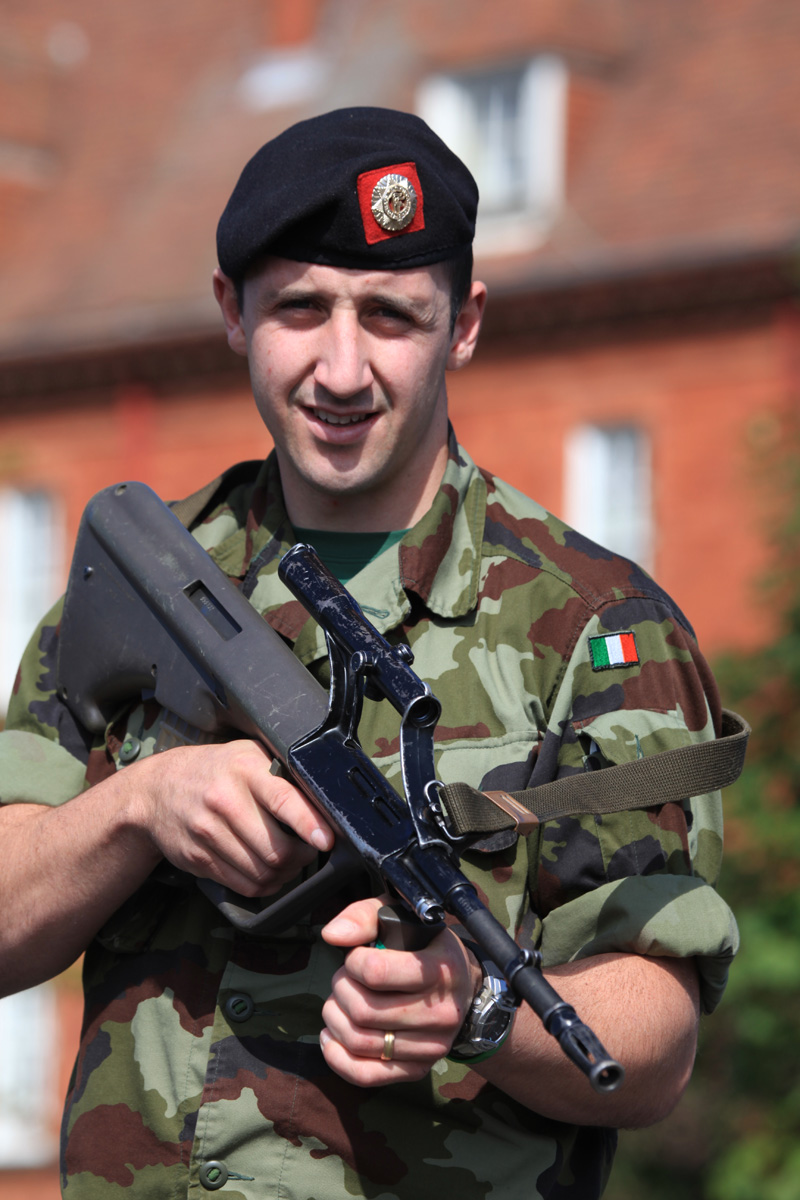
ステアーAUGを構えるアイルランド軍兵士
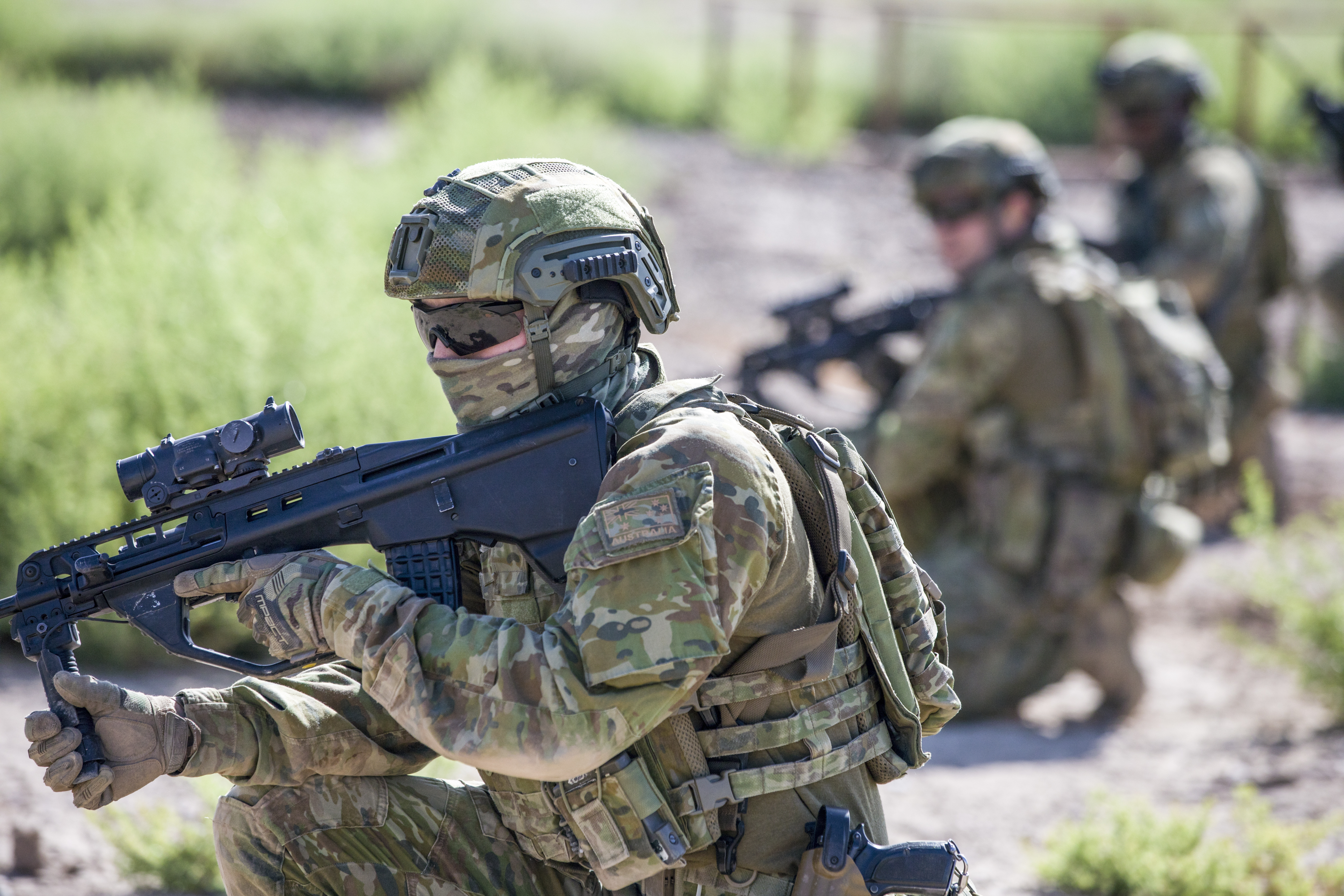
イラクでの訓練において、F90を構えるオーストラリア軍兵士
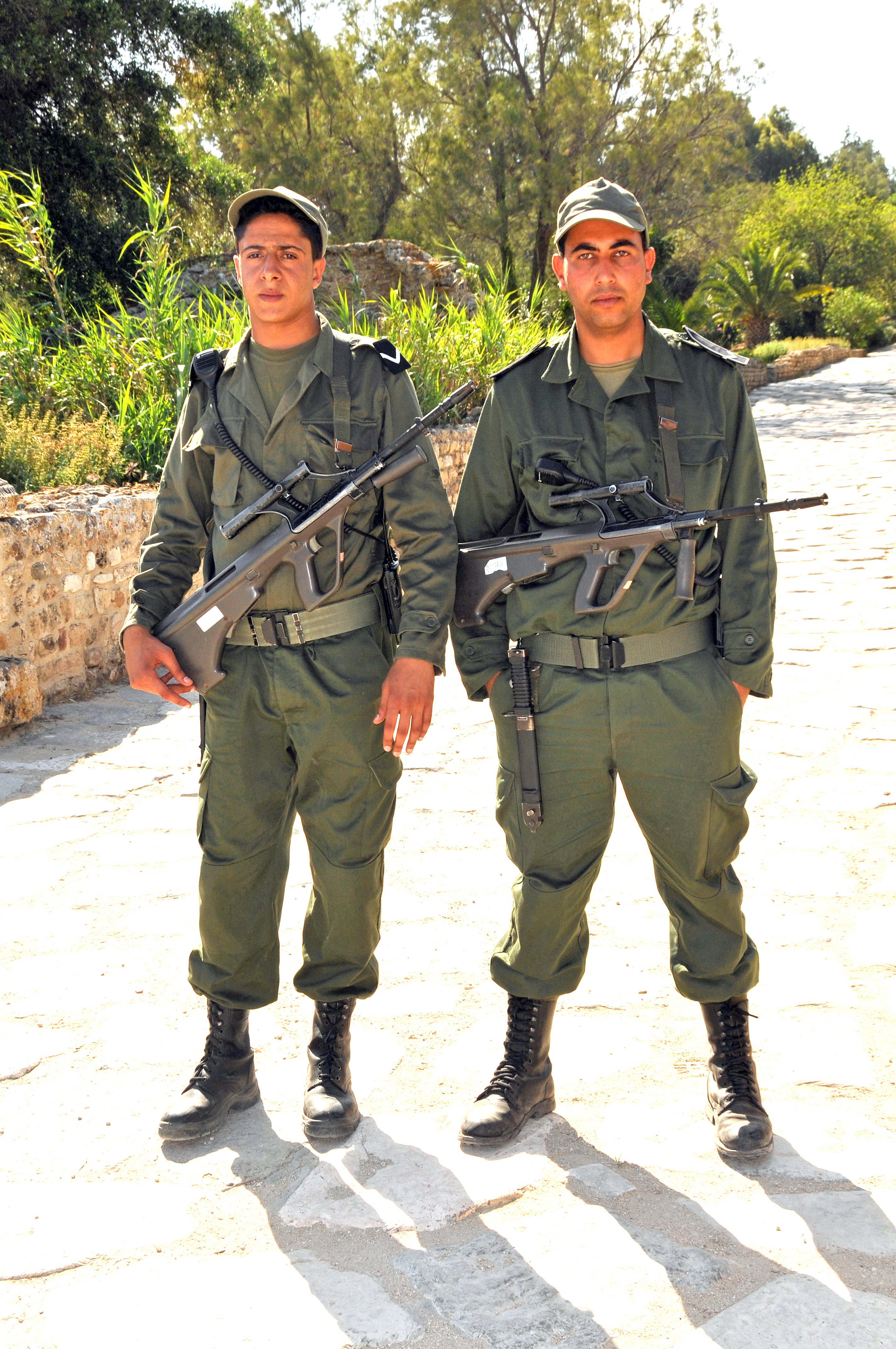
ステアーAUGを装備して、アントニヌス浴場近くの大統領邸を警備するチュニジア軍兵士

## 登場作品

### 映画・テレビドラマ
『007 オクトパシー』
ソ連陸軍のオルロフ将軍に協力するKGB兵士が短銃身タイプを使用。
『S.A.S. 英国特殊部隊』
シーズン3「エネミー・ライン」でSAS隊員が使用。
『TIME/タイム』
時間監視局（タイムキーパー）のエージェントが使用。
『相棒』
警視庁狙撃班所属の日野警部補が使用。
『ウォーキング・デッド』
ウッドベリーの町長である、総督が主人公の住む刑務所を襲う際に携行している。
『エクスペンダブルズ3 ワールドミッション』
"ドク"がソマリアの港で使用。
『オール・ユー・ニード・イズ・キル』
アメリカ統合防衛軍の兵士がA1を所持する。
『ガンヘッド』（1989年）
テキサス・エア・レンジャーズのニム（ブレンダ・バーキ）が使用する。
デザイン画ではL85A1を予定していたが、当時は一から造形しなければならなかったため変更された。
『恋人はスナイパー』
主人公の王凱歌（第1作目）と范火清（第2作目）が使用。
『コマンドー』
終盤にて、アリアス元大統領が主人公のジョン・メイトリックス大佐との一騎討ちで使用。
『サイレント・トリガー』
シューターがサプレッサーを装着したものを使用。
『ザ・パッケージ/暴かれた陰謀』
ソ連書記長の暗殺を企む狙撃兵トーマス・ボィエットが使用。分解可能かつコンパクトな狙撃銃として描写されている。
『ザ・ラストシップ』
シーズン2から登場する、オーストラリア海軍掃海潜水員支隊員のウルフ・テイラー上等兵曹がA3を使用する。
『スペースバンパイア』
SAS隊員が男のバンパイアへ発砲。
『ダイ・ハード』
テロリストの一員であるカールが使用。
『ダイ・ハード/ラスト・デイ』
アリクがEOTech ホロサイト、M203 グレネードランチャーを装着したA3を、チャガーリンの手下がドットサイト、タクティカルライトを装着したA3を使用する。

『ニキータ』
主人公、ニキータが狙撃任務の際にサプレッサーを装備し、右撃ちモードで使用する。狙撃場所のホテルの部屋の各所にアセンブリーごとに分解され隠されたAUGを、アンヌ・パリロー扮するニキータがランジェリー姿のまま慣れた手つきで組み立て、任務を遂行する。
『バトルランナー』
政府側警備隊員やレジスタンスが所持するほか、終盤にレジスタンスからの借用で主人公も使用。
『プレデター2』
ロサンジェルス市警のSWATや、コロンビア系麻薬組織のギャングが使用。
『ランド・オブ・ザ・デッド』
ゾンビ側の主人公であるビッグ・ダディが傭兵から奪ったものを使用。
『レモ/第1の挑戦』
軍需産業が欠陥を隠蔽しつつ正式採用を企む小銃「AR60」として登場。
『ロボコップ』
デトロイト警察SWAT隊員の一部が使用。

### アニメ・漫画
『GS美神 極楽大作戦!!』
美神麗子がA1を使用。
『うぽって!!』
あぐちゃんがA1を使用（あぐちゃん自身がA1の擬人化キャラでもある）。
『エンジェル・ハート』
アニメ第8話で冴羽獠が狙撃に使用している。
『代紋TAKE2』
傭兵が東京でのテロに使用。
『ゴジラ S.P ＜シンギュラポイント＞』
『こちら葛飾区亀有公園前派出所』
第11話「中川君のお宅拝見」でテロリストの1人がAUG、第279話「燃える炎のロボット警官」で犯人がAUG Paraをそれぞれ使用。
『ゴルゴ13』
100巻「傑作・アサルトライフル」にてサビーヌ兄弟の兄が、SPコミックス104巻「バイオニック・ソルジャー」にてライリーが使用。
『スプリガン』
主人公のライバル、暁巌が使用。主人公のG3と好対照をなす。
『特例措置団体ステラ女学院高等科C3部』
鹿島そのらが使用。
『初音ミク アンソロジーコミック』
『ユンボル -JUMBOR』
『ヨルムンガンド』
A1をトージョとアールが、短機関銃モデルをバルメが使用。

### 小説
『Fate/Zero』
久宇舞弥が使用。アニメにも登場。
『Op.ローズダスト』
連続爆弾テログループ「ローズダスト」のスナイパーである真野留美が使用する。左利きのため、排莢口を左に設定している。

### ゲーム
『BulletForce』
AUGという名称で登場する。
『Hitman: Contracts』
練習ステージおよび本編のファーストミッションなどで相手側の特殊部隊員や警護兵が使用。
『Operation Flashpoint: Cold War Crisis』
アメリカ軍陣営で使用可能なアサルトライフルとしてA1が登場する。
『Paperman』
『Phantom -PHANTOM OF INFERNO-』
ドライ対アイン戦でドライが使用。また、ドライの愛銃でもある。
『PlayerUnknown's Battlegrounds』
支援物資限定武器としてA3が登場。
『Tom Clancy's The Division』、『Tom Clancy's The Division 2』
「AUG A3 Para XS」「エンハンスド AUG A3P」の2種類が登場。いずれもボルトをブローバックボルト方式に変更し、9mmパラベラム弾使用のサブマシンガンとして登場。そのためマガジンも細くなっている。『2』では1同様サブマシンガン仕様のA3 Paraに加え、本来のアサルトライフル仕様の「AUG A3-CQC」が追加されている。
『九龍妖魔學園紀』
主人公の武器として使用可能。
『Warface』
A3が登場。
『X operations』
A1が登場。連射可能な武器の中で、唯一オプティカルスコープが付いている（機能が使える）。
『カウンターストライク』
「ブルパップ」の名称でA1が登場。1.5倍のズーム機能があり、遠距離射撃が可能。
『ゴーストリコン ワイルドランズ』
「AUG」の名称で登場。
『コール オブ デューティシリーズ』
『CoD:MW2』
軽機関銃としてAUG HBARが登場。
『CoD:BO』
アサルトライフルとしてA1が登場。しかし、ゲームの設定年代が1960年代なので本来は存在しない。
『CoD:MW』
サブマシンガンとしてAUG 9mmが登場。マルチプレイモードでは武器ランクを上げることで弾薬を5.56mmNATO弾に換装したりバレルを拡張するなどのカスタマイズが可能。
『CoDモバイル』
サブマシンガンとしてAGR-556という名前で登場。
『CoD:MWII』
AUG A3が「STB 556」、AUG 9mmが「MX9」、AUG HBRが「HCR 56」として登場。前作「MW」とは違い、版権の関係で実名では登場せず、グリップが折りたたみ不可の形状に変更される等、多少デザインが改変されている。

『スペシャルフォース2』
アサルトライフルとしてA3が登場。
『Squad』
オーストラリア兵の装備としてEF88小銃が登場する。
『ソードアート・オンライン フェイタル・バレット』
「ARBlueRose」の名称で登場。フォアグリップがない他、外見が若干アレンジされた架空銃である。ユージオが使用する。
『バトルフィールドシリーズ』
『BFBC』
MEC突撃兵の装備としてA3が登場する。
『BFBC2』
マルチプレイの突撃兵にてA3モデルを使用可能。
『BF3』
DLC「Close Quarters」にてA3が実装。
『BF4』
マルチプレイの突撃兵でA3を使用可能。

『フォートナイト』
「バーストアサルトライフル」（エピック、レジェンド）、「ストライカーバーストアサルトライフル」として登場。
『ブラック★ロックシューター THEGAME』
PSS隊員が白いAUGを装備している。なぜかACOGスコープに逆向きにホロサイトを付けている。
『荒野行動』
「AUG」という名称で登場。稀に通常物資として落ちているが基本は救援物資の中に入っている。
2xスコープを装備する。
『メタルギアソリッド ピースウォーカー』
アサルトライフルとして登場。
『レインボーシックス ベガス』
A3の初期型が登場。続編の『レインボーシックス ベガス 2』でもサブマシンガンの「AUG PARA」として登場。
『レインボーシックス シージ』
IQやWAMAIのアサルトライフルとしてA2が登場。また、KAIDのサブマシンガンとしてPARAが「AUG A3」の名前で登場。
『Grand Theft Auto V』
カヨペリコアップデートで「ミリタリーライフル」として登場。